# 新栄観光バス
新栄観光バス株式会社（しんえいかんこうバス）は、宮城県登米市豊里町に本社を置くバス事業者である。貸切バス事業のほかに、美里町のコミュニティバスの受託運行も行っている。

## 沿革
- 1988年4月 - 設立。
- 2008年4月1日 - 美里町住民バスの受託運行を開始。

## 本社及び営業所

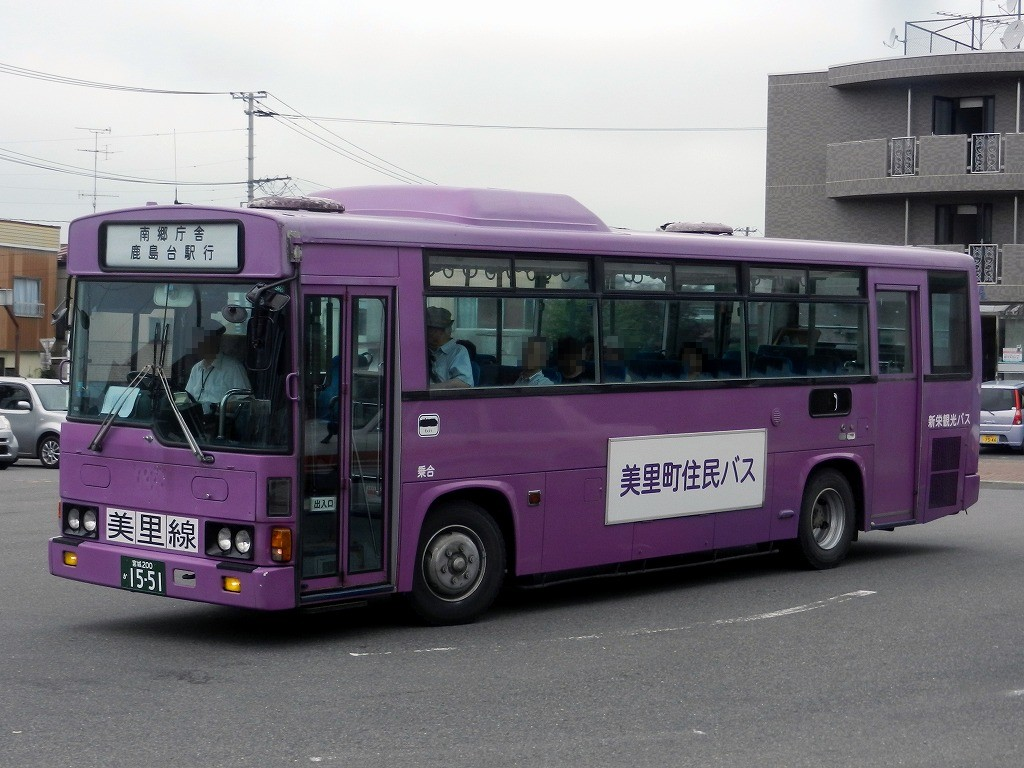
美里町住民バスの車両

- 本社営業所
  - 宮城県登米市豊里町中沼田165-1
- 仙台案内所
  - 宮城県仙台市青葉区中山3丁目15-3

## 運行路線
美里町住民バスの全路線を受託運行している。